# Mavčiče
Mavčiče je naselje u slovenskoj Općini Kranju. Mavčiče se nalazi u pokrajini Gorenjskoj i statističkoj regiji Gorenjskoj. 

## Stanovništvo
Prema popisu stanovništva iz 2002. godine naselje je imalo 413 stanovnika.